# Dolours Price
Dolours Price (eller Dolours Price-Rea), född 16 december 1950 i Belfast, död 23 januari 2013 i Malahide, Dublin, var en irisk politisk aktivist som var medlem i Provisoriska IRA.
Price och hennes yngre syster Marian Price (som även hon var medlem i Provisoriska IRA) var döttrar till Albert Price, en framträdande irisk republikan och medlem i IRA. Dolours Price blev involverad i irisk republikanism i slutet av 1960-talet och gick med i Provisoriska IRA i början av 1970-talet. Hon medverkade vid bilbombningen av Old Bailey den 8 mars 1973. 
Price och hennes syster arresterades och dömdes till livstids fängelse. Hon benådades dock 1980 och släpptes fri året därpå då hon led av anorexia nervosa. Price gifte sig med skådespelaren Stephen Rea 1983 och tillsammans fick de två söner (Danny och Oscar) innan de skilde sig 2003. 
Den 24 januari 2013 hittades Price död i sitt hem i Malahide efter att hon hade blandat lugnande och antidepressiva läkemedel. Hon är begravd på Milltown Cemetery i Belfast.